# Buddy Shuman 276
Buddy Shuman 276 war ein Rennen der NASCAR-Grand-National-Serie, das von 1953 bis 1971 auf dem Hickory Motor Speedway ausgetragen wurde. Bis zum Jahre 1955 trug es keinen Namen, dann wurde es nach dem im Jahre 1955 verstorbenen Rennfahrer Buddy Shuman benannt. Das Rennen ging nahezu in seiner gesamten Geschichte über 100 Meilen und somit 250 Runden, was klarstellt, dass die Nummer im Namen des Rennens für die Runden- und nicht die Meilenzahl steht. Lediglich in den Jahren 1955 und 1956 war das Rennen gekürzt und ging über 80 Meilen.
Ab 1970 wurde auf einer neuen, kürzeren Variante des Hickory Motor Speedway gefahren, die eine Gesamtlänge von 0,363 Meilen hatte. Da aber die Distanz von 100 Meilen nicht verändert werden sollte, wurde das Rennen um 26 auf 276 Runden verlängert. Seitdem hieß es „Buddy Shuman 276“.
Von 1959 bis 1971 gab es als weiteres Rennen auf dem Hickory Motor Speedway das Rennen Hickory 276.

## Sieger seit 1957 (Umbenennung zu „Buddy Shuman 250“)
- 1957: Jack Smith
- 1958: Lee Petty
- 1959: Lee Petty
- 1960: Junior Johnson
- 1961: Rex White
- 1962: Rex White
- 1963: Junior Johnson
- 1964: David Pearson
- 1965: Richard Petty
- 1966: David Pearson
- 1967: Richard Petty
- 1968: David Pearson
- 1969: Bobby Isaac
- 1970: Bobby Isaac
- 1971: Tiny Lund